# Туризм у Туреччині

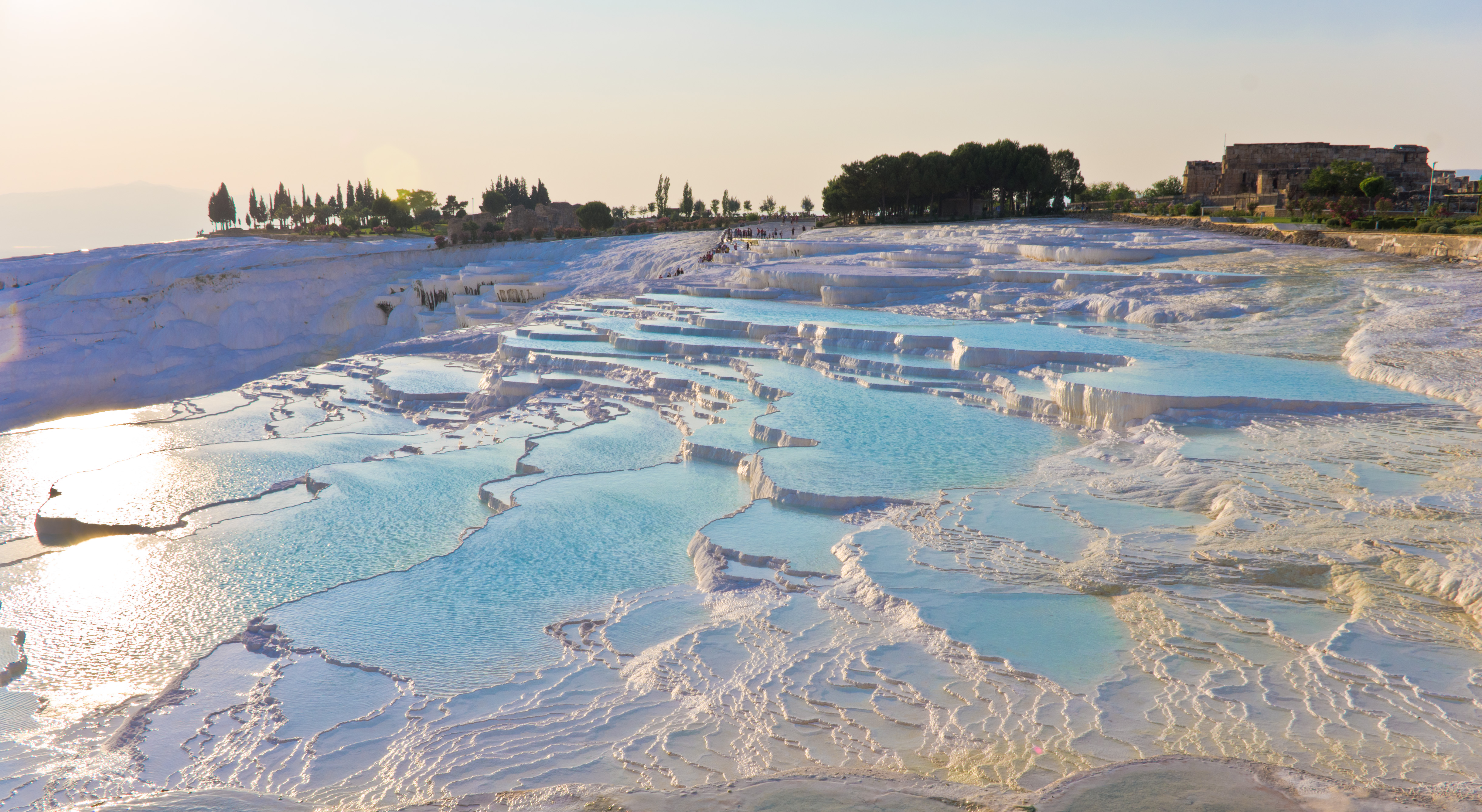
Памуккале в Туреччині є об'єктом Всесвітньої спадщини. У Туреччині 622 національних парків

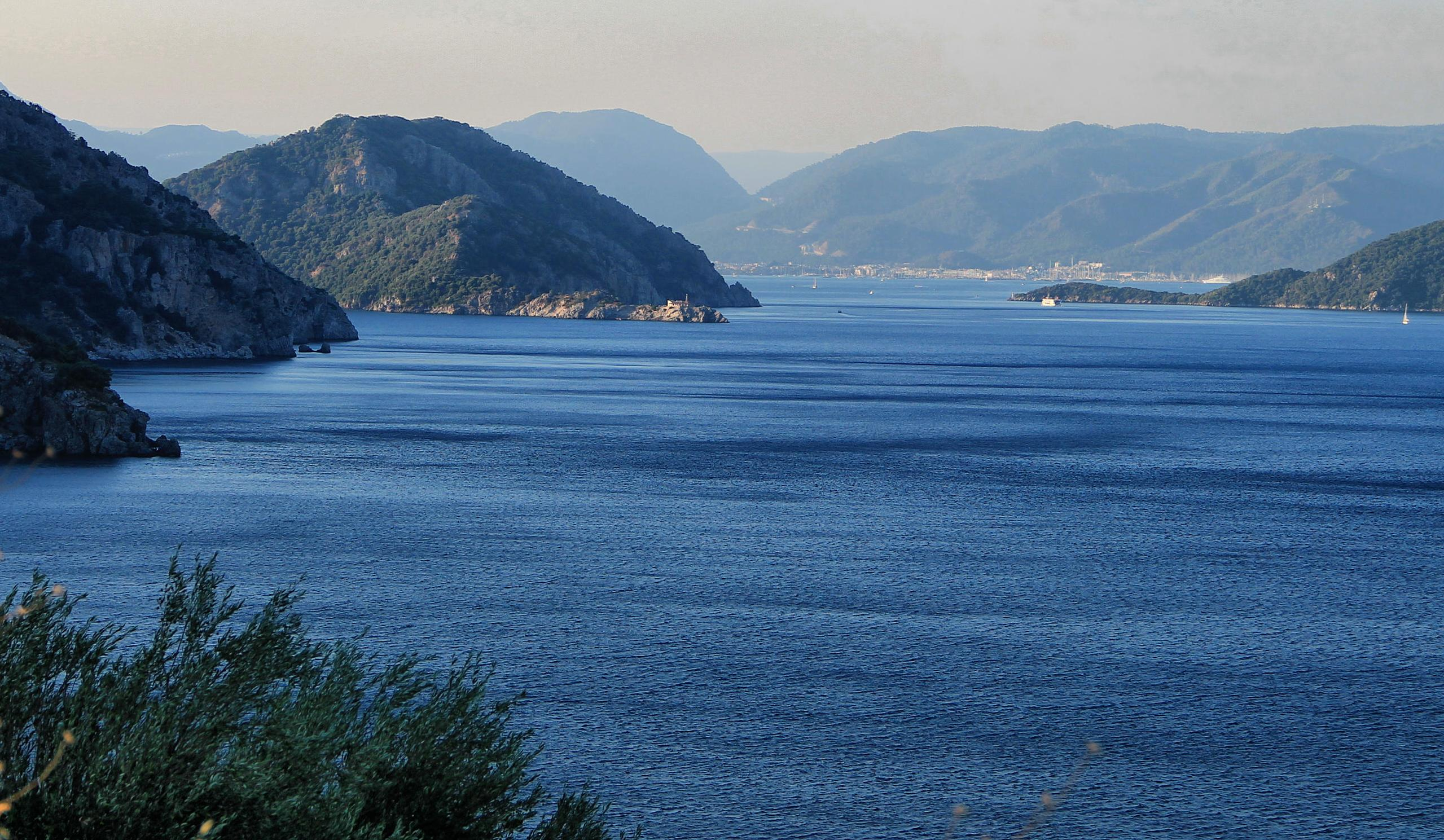
Мармарис в Туреччині є популярним місцем літнього туризму

Туризм — одна із найбільших галузей економіки Туреччини.

## Загальна інформація
Здавна увагу туристів привертають візантійські, античні та османські пам'ятки історії та культури, м'який клімат Туреччини. Одним із важливих чинників популярності туризму в Туреччині є її географічне положення, так як країна з трьох боків омивається Чорним, Егейським і Середземним морями.
Потік туристів починає наростати з травня, досягає піку в серпні. На Півдні сезон може тривати до восьми місяців.

## Основні туристичні зони

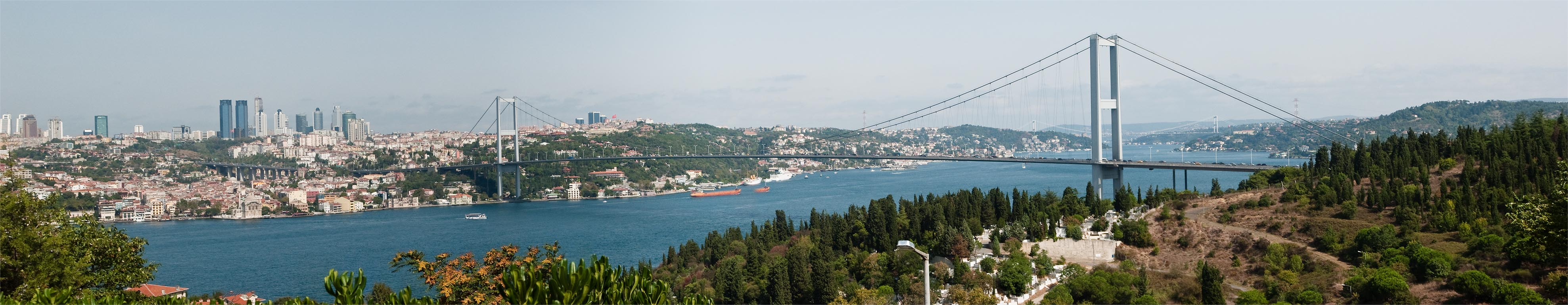
Стамбул, Туреччина

Головні курортні зони Туреччини:
- Егейське узбережжя;
- Середземноморське узбережжя.

### Стамбул
Головний промисловий, торговий та культурний центр Туреччини. Перебуваючи в Стамбулі, є можливість відпочити на Чорному та Мармуровому морях. Кращий період для відвідування міста — осінь і весна.

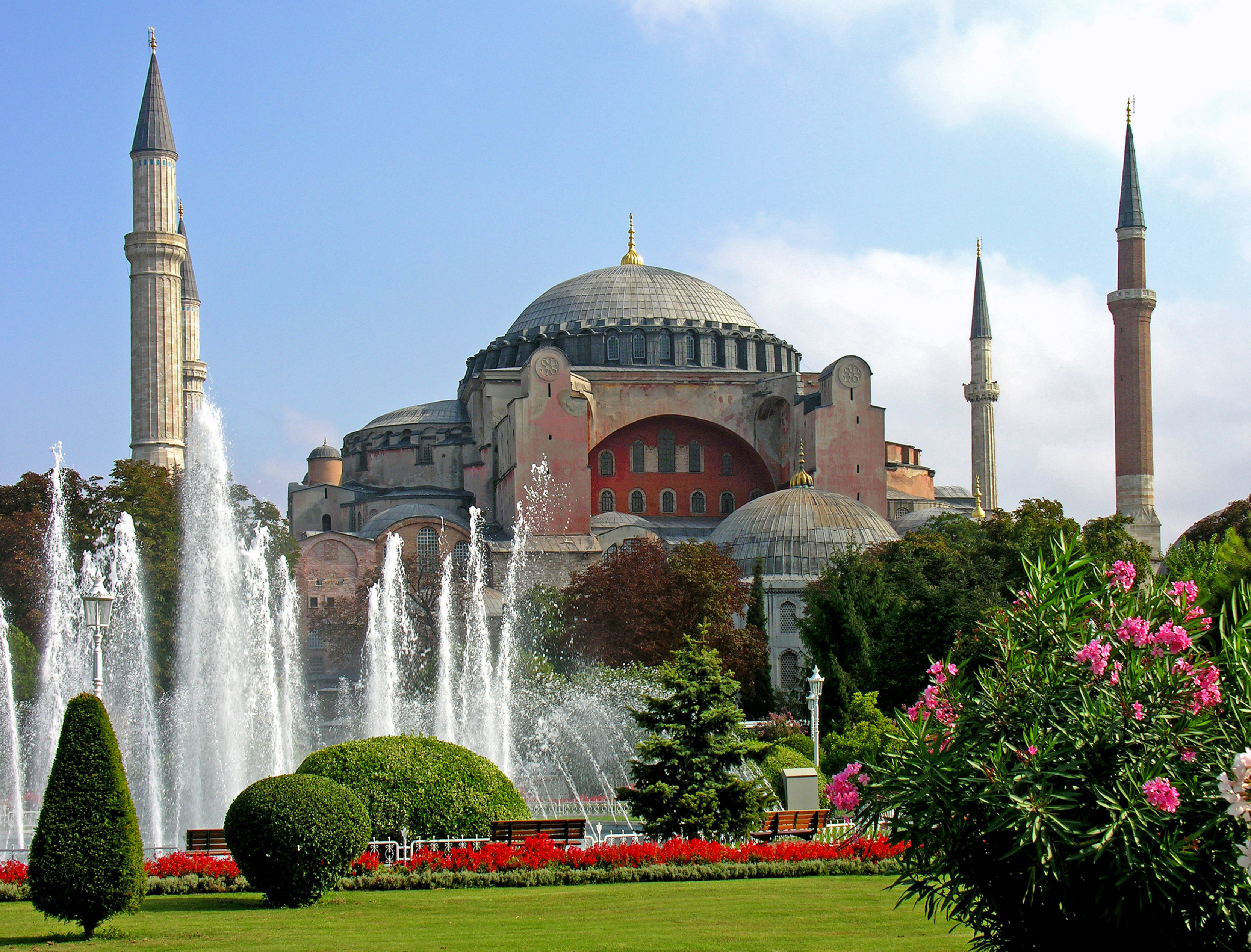
Собор Святої Софії в Стамбулі щороку приваблює близько 3 мільйонів туристів

Видатні пам'ятки:
- Собор Святої Софії;
- Блакитна мечеть;
- Галатська башта;
- Фортеця Румелі Хісар;
- Палац Бейлербеї;
- Цистерна Базиліка;
- Гранд Базар;
- Істікляль;
- Археологічний музей Стамбула.

### Анталія

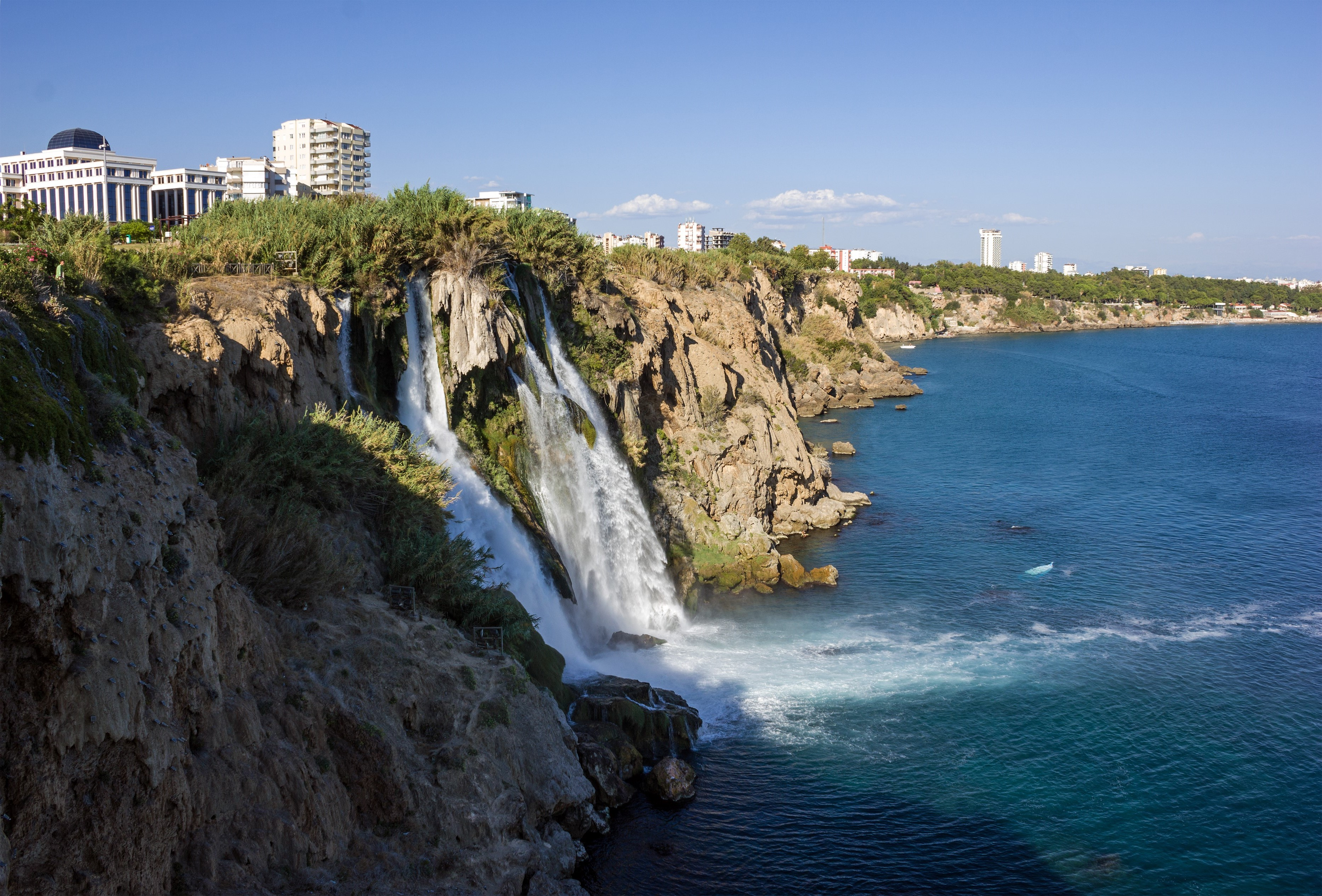
Водоспад Дюден, Анталія

Велике туристичне місто-порт, з найбільш розвиненою інфраструктурою, безліччю пам'яток архітектури та парків. Клімат середземноморський, вологий. Середня температура в сезон +25-30ºС .
Видатні пам'ятки:
- Мінарет Ївлі;
- Музей Анталії;
- Аспендос;
- Ворота Адріана;
- Башта Хидирлик;
- Мечеть Іскеле.

### Аланія

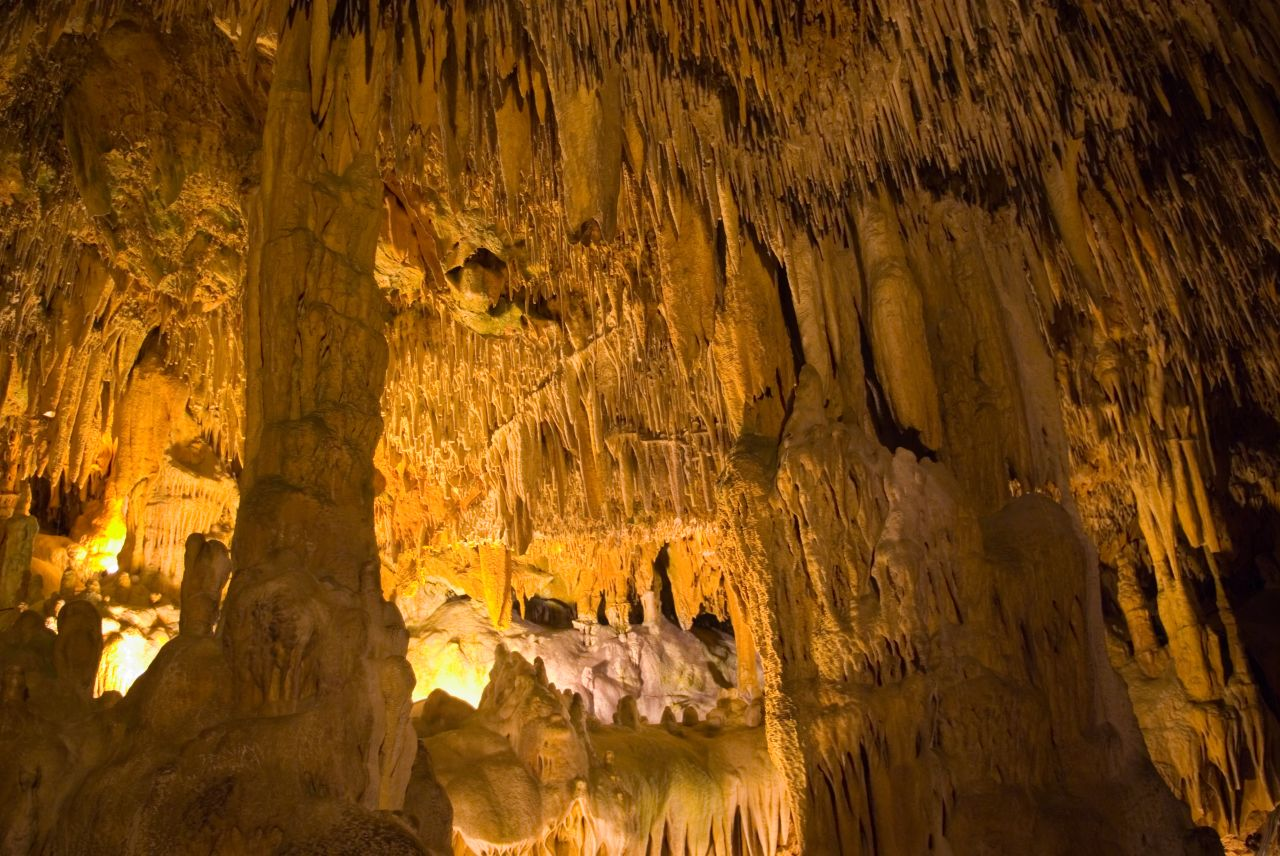
Печера Дамлаташ, Аланія

Місто-курорт, який розміщений на узбережжі Середземного моря. Клімат досить вологий. Середня температура в сезон +21ºС. Багато з пляжів міста мають статус «Блакитний прапор», тобто відповідать нормам екології, безпеки та менеджменту.
Видатні пам'ятки:
- Стіни візантійської фортеці (протяжність 8 км)
- Фортеця Аланії;
- Кизил Куле;
- Печера Дамлаташ;
- Фосфорна печера;
- Печера закоханих;
- Пляж Клеопатри;

### Ізмір
Місто, розташоване на Егейському узбережжі, відомий під назвою «сад богів». Розміщений в зоні інтенсивного туризму. Клімат средиземноморский, помірний.

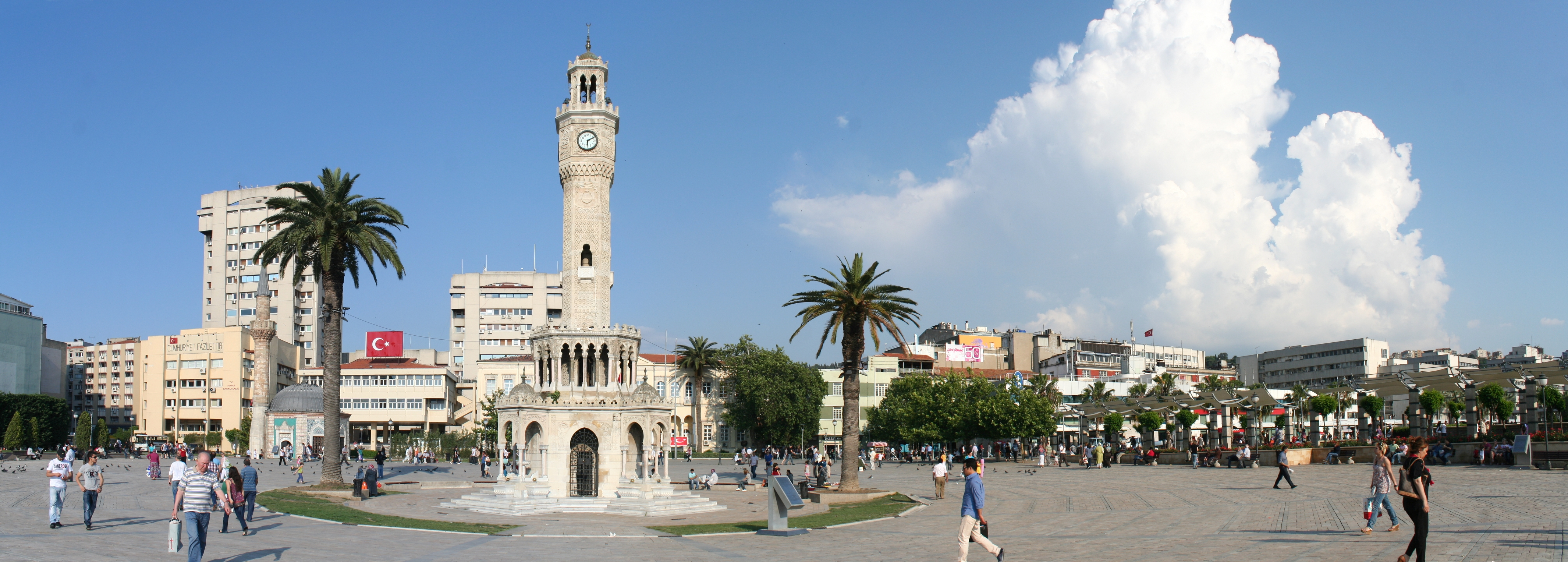
Конак Мейдани, Ізмір

Видатні пам'ятки:
- Агора Смірни;
- Ізмірська годинникова вежа;
- Конак Мейдан;
- будинок-музей Ататюрка;
- Асансьор;
- Культурпарк.